# Leopold Spann
Leopold Spann (* 20. Dezember 1908 in Bayerbach; † 25. April 1945 in Linz) war ein deutscher Jurist, Gestapobeamter und SS-Führer.

## Leben
Nach dem Schulbesuch studierte Spann Rechtswissenschaften. Er schloss sein Studium mit der Promotion zum Dr. jur ab.
Spann trat 1932 der NSDAP (Mitgliedsnummer 899.638) und später der SS (Mitgliedsnr. 275.503) bei. In der SS wurde Spann 1943 zum SS-Obersturmbannführer befördert. Spann war ab 1935 bei der Geheimen Staatspolizei (Gestapo) tätig. Nach dem Anschluss Österreichs an das Deutsche Reich im März 1938 war er ab 1939 kommissarischer Leiter der Staatspolizeistelle Innsbruck.  Während der Novemberpogrome 1938 organisierte Spann mit weiteren NS-Funktionären auf Weisung des Gauleiters Franz Hofer und des SS-Oberführers Johann Feil Gruppen von Nationalsozialisten, die in Zivil die jüdische Bevölkerungsgruppe terrorisierte.
Anfang Januar 1940 wurde Spann zur Staatspolizeistelle Köslin versetzt,  die er ab dem 1. Juni 1940 leitete. Von Januar 1942 bis September 1943 war er Kommandeur der Sicherheitspolizei und des SD für den Generalbezirk Nikolajew und nahm dort an den Massenmorden an Juden teil.
Im November 1943 wurde er von der  Staatspolizeileitstelle Stettin zur Staatspolizeistelle Saarbrücken versetzt, die er bis einschließlich Juli 1944 als Oberregierungsrat leitete. Spann und der ihm untergebene Gestapobeamte Emil Schulz erschossen am 29. März 1944 auf Weisung des Reichssicherheitshauptamtes die aus dem Stalag Luft III entflohenen und wieder ergriffenen Offiziere der Royal Air Force Roger Bushell und Bernard Scheidhauer an der Autobahn zwischen Kaiserslautern und Landstuhl.
Von Ende Juli 1944 bis zum April 1945 war Spann Leiter der Staatspolizeistelle Linz. Er starb bei einem Luftangriff auf Linz am 25. April 1945.